# 주장 (야구)
야구에서 주장(主將)은 한 팀의 멤버 중에서 리더로 뽑힌 선수를 말한다. 선수들 중에서 경험이 많고 실력이 뛰어난 선수가 뽑힌다. 경기 도중 선수들의 움직임을 그라운드 안에서 조율하는 역할을 담당하기도 하는 등, 경기 전체에 영향을 줄 수 있다.

## 한국 프로 야구 주장 목록(2020년)
- KIA 타이거즈 – 김주찬
- 두산 베어스 – 오재원
- 롯데 자이언츠 – 민병헌
- 삼성라이온즈 - 이원석
- 한화 이글스 – 이성열
- 넥센 히어로즈 – 김상수
- LG 트윈스 – 오지환
- SK 와이번스 – 최정
- NC 다이노스 – 양의지
- KT 위즈    - 박경수